# Palpomyia tainana
Palpomyia tainana är en tvåvingeart som beskrevs av Jean-Jacques Kieffer 1912. Palpomyia tainana ingår i släktet Palpomyia och familjen svidknott.
Artens utbredningsområde är Taiwan. Inga underarter finns listade i Catalogue of Life.